# 公道小虎介
公道小虎介（学名：Kotoracythere kuntao）为真花介科小虎介屬下的一个种。